# Lomaptera wahnesi
Lomaptera wahnesi är en skalbaggsart som beskrevs av Moser 1906. Lomaptera wahnesi ingår i släktet Lomaptera och familjen Cetoniidae. Inga underarter finns listade i Catalogue of Life.